# بره (کلاه)

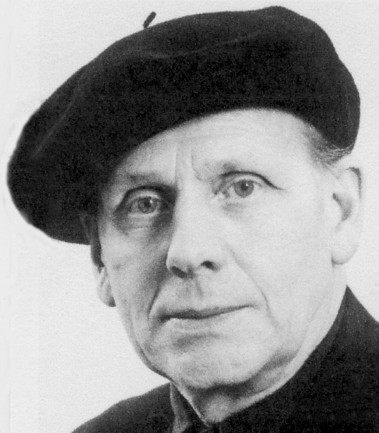
کلاه بره باسکی

بِرِه، (به فرانسوی: Béret) کلاهی نرم، گرد، تخت و معمولاً دست‌ساز است. این کلاه را از مواد اولیه گوناگونی تولید می‌کنند، بدین صورت انواع مختلف آن عبارتند از: پشمی، نمدی، قلاب بافی، کش باف و حتی از الیاف آکریلیک.
کلاه بره به عنوان پوشش سر از دوران پیش از رومیان در سراسر اروپا استفاده می‌شده‌است. تولید انبوه این کلاه از قرن نوزدهم و در کشورهای فرانسه، اسپانیا، پرتغال و ایتالیا رواج یافت. امروزه بِرِه به عنوان بخشی از یونیفورم واحدهای نظامی و پلیس در بسیاری از کشورهای جهان استفاده می‌شود.از  این کلاه به عنوان بخشی از یونیفورم جهانی نیرو های کماندو یاد می شود

## ریشه‌شناسی واژه

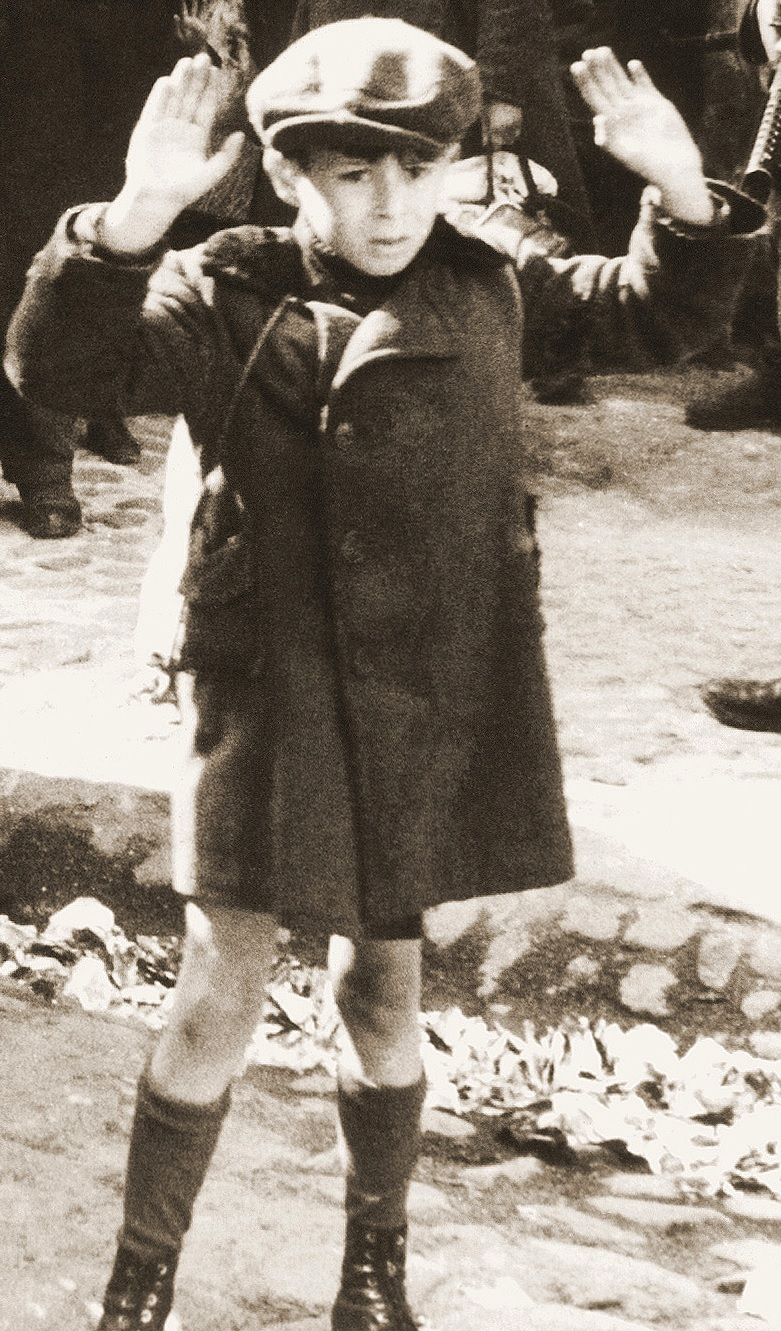
پسربچه گتوی ورشو

بِره از کلمه فرانسه béret، گرفته شده‌است که آن هم برگرفته از واژه‌ای در زبان بیارنس از گویش‌های زبان گاسکون است. در این زبان به معنی کلاهی پشمی و تخت است که روستاییان بر سر می‌گذارند. بدین صورت، این واژه برای ورود به زبان فارسی ترجمه آوایی (واج نگاری) شده‌است.

## انواع سنتی
- گرد قالبی
- گرد صورت
- گرد گردو